# گورگن میکائلیان
گورگن یرجانیکی میکائلیان (ارمنی: Գուրգեն Երջանիկի Միքայելյան؛  زادهٔ ۵ ژانویهٔ ۱۹۶۵)، شاعر و نمایشنامه‌نویس اهل ارمنستان است.

## زندگی‌نامه
وی در ۵ ژانویهٔ ۱۹۶۵ در اوشاکان به دنیا آمد و از دبیرستان مسروپ ماشتوتس اوشاکان و دانشگاه دولتی ایروان فارغ‌التحصیل شد. 

## یادداشت
1. ↑  ԵՊՀ հայ բանասիրության ֆակուլտետ